# Passerina leclancherii
Passerina leclancherii é uma espécie de ave da família Fringillidae.
É endémica do México.
Os seus habitats naturais são: florestas secas tropicais ou subtropicais e matagal árido tropical ou subtropical.